# Lijst van Belgische ministers van Vlaamse Zaken
Dit is een lijst van Belgische ministers van Vlaamse Zaken.

## Lijst
| Minister | Minister                                | Partij | Partij | Begin           | Einde            | Regering(en)                                                                    | Bevoegdheid |
| -------- | --------------------------------------- | ------ | ------ | --------------- | ---------------- | ------------------------------------------------------------------------------- | --- |
|          | Jos Chabert (1933-2014)                 |        | CVP    | 26 januari 1973 | 25 april 1974    | Leburton                                                                        | Minister van Nederlandse Cultuur en Vlaamse Aangelegenheden |
|          | Rika De Backer-Van Ocken (1923-2002)    |        | CVP    | 25 april 1974   | 17 december 1981 | Tindemans I, II, III en IV Van Boeynants II Martens I, II, III en IV M. Eyskens | Minister van Nederlandse Cultuur en Vlaamse Aangelegenheden (tot 3 juni 1977) Minister van Vlaamse Aangelegenheden (van 3 juni 1977 tot 3 april 1979) Minister van de Nederlandse Gemeenschap (van 3 april 1979 tot 18 mei 1980) Minister van de Vlaamse Gemeenschap (van 18 mei tot 22 oktober 1980) Staatssecretaris voor de Vlaamse Gemeenschap (vanaf 22 oktober 1980) |
|          | Marc Galle (1930-2007)                  |        | BSP    | 3 april 1979    | 17 december 1981 | Martens I, II, III en IV M. Eyskens                                             | Minister van het Vlaams Gewest (tot 18 mei 1980) Minister van de Vlaamse Gemeenschap (vanaf 18 mei 1980) |
|          | Paul Akkermans (1923-2007)              |        | CVP    | 3 april 1979    | 17 december 1981 | Martens I, II, III en IV M. Eyskens                                             | Staatssecretaris voor het Vlaams Gewest (tot 11 juli 1979) Staatssecretaris voor de Nederlandse Gemeenschap en het Vlaams Gewest (van 11 juli 1979 tot 18 mei 1980) Staatssecretaris voor de Nederlandse Gemeenschap (vanaf 18 mei 1980) |
|          | Daniël Coens (1938-1992)                |        | CVP    | 3 april 1979    | 18 mei 1980      | Martens I en II                                                                 | Staatssecretaris voor het Vlaams Gewest (tot 11 juli 1979) Staatssecretaris voor de Nederlandse Gemeenschap en het Vlaams Gewest (vanaf 11 juli 1979) |
|          | Rika Steyaert (1925-1995)               |        | CVP    | 3 april 1979    | 17 december 1981 | Martens I, II, Martens III en IV M. Eyskens                                     | Staatssecretaris voor de Nederlandse Gemeenschap (tot 18 mei 1980) Staatssecretaris voor de Vlaamse Gemeenschap (vanaf 18 mei 1980) |
|          | André Kempinaire (1929-2012)            |        | PVV    | 18 mei 1980     | 22 oktober 1980  | Martens III                                                                     | Minister van de Vlaamse Gemeenschap |
|          | Lucienne Herman-Michielsens (1926-1995) |        | PVV    | 18 mei 1980     | 22 oktober 1980  | Martens III                                                                     | Staatssecretaris voor de Vlaamse Gemeenschap |
|          | Gaston Geens (1931-2002)                |        | CVP    | 22 oktober 1980 | 17 december 1981 | Martens IV M. Eyskens                                                           | Minister van de Vlaamse Gemeenschap |